# Labastida
Labastida (cooficialmente en euskera: Bastida) es un municipio español de la provincia de Álava, en la comunidad autónoma del País Vasco. Forma parte de la comarca de la Rioja Alavesa.

## Geografía

### Subdivisiones
El municipio está formado por la unión de una localidad y un concejo:

### Localidad
- Labastida (oficialmente Labastida/Bastida)

### Concejo
- Salinillas de Buradón (oficialmente Salinillas de Buradón/Gatzaga Buradon)

### Despoblado
Forma parte del concejo el despoblado de:
- Buradón.[1]

## Historia

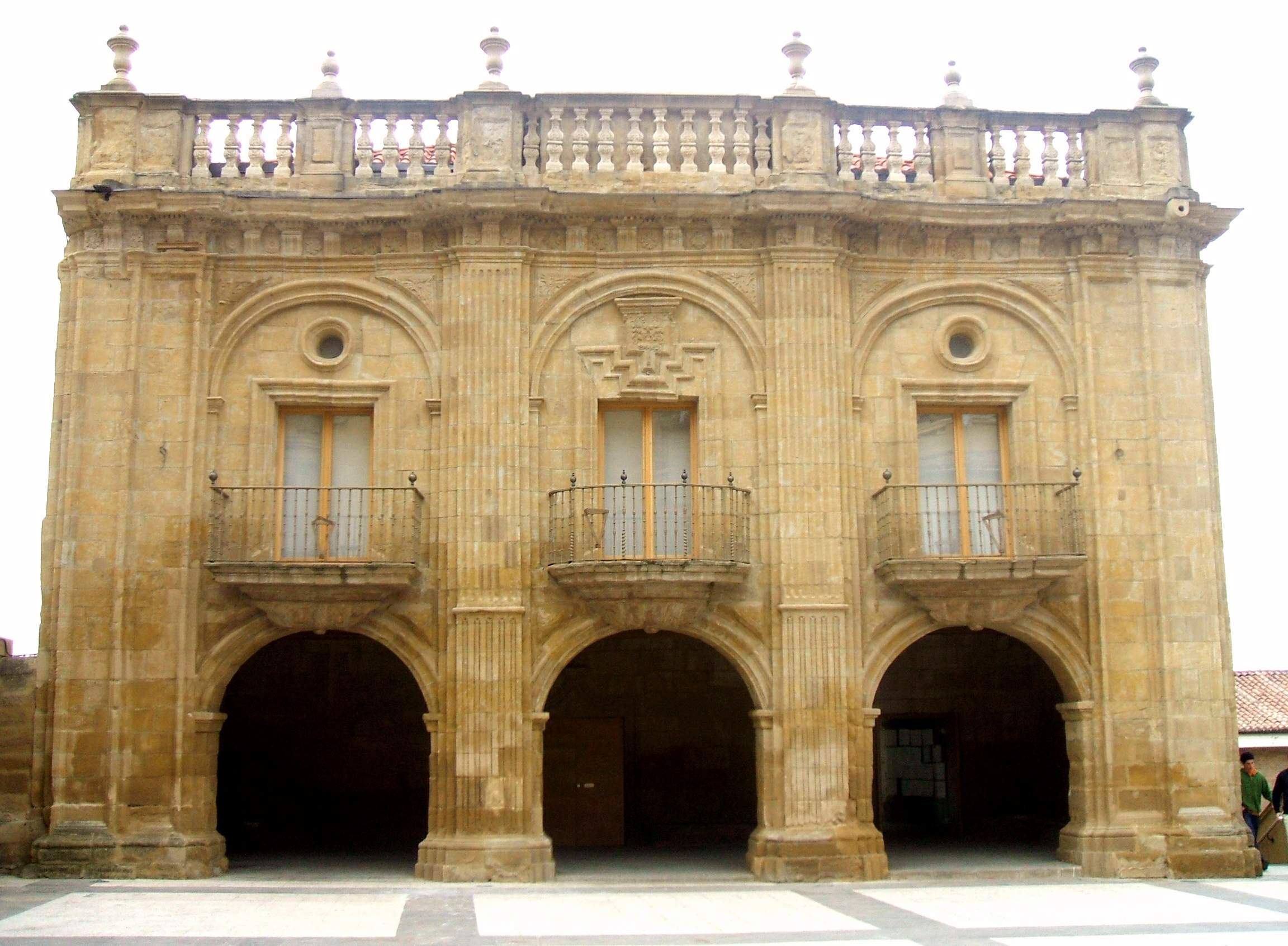
Casa consistorial

El yacimiento arqueológico situado en el entorno de Salinillas de Buradón alberga los restos de un asentamiento o población de los berones. Los berones era un pueblo y cultura prerromano de origen celta que ocuparon aproximadamente gran parte de La Rioja, así como la Rioja Alavesa y el condado de Treviño.
En 1370 el rey Enrique II de Castilla cedió las villas de Labastida y Salinillas de Buradón a Diego Gómez Sarmiento, que fue mariscal de Castilla y adelantado mayor de Castilla y de Galicia y estaba casado con Leonor Enríquez de Castilla, señora de Salinas de Añana, sobrina suya y nieta del rey Alfonso XI de Castilla. El historiador Hegoi Urcelay Gaona señaló que la villa de Añastro fue cedida al mariscal Diego Gómez Sarmiento junto con todos sus derechos, rentas, justicia civil y criminal y el mero y mixto imperio.

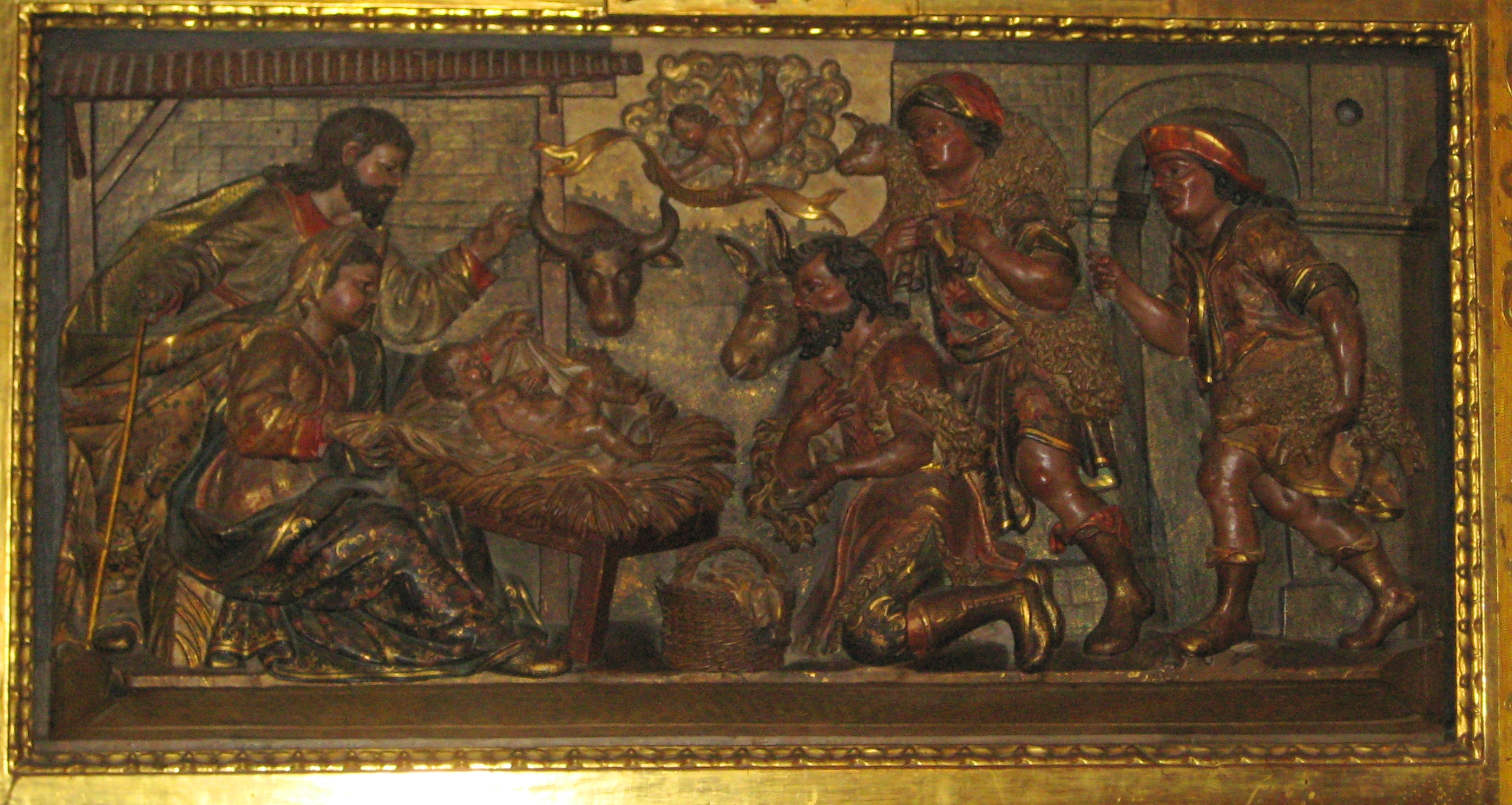
Adoración de los Pastores al Niño Jesús

## Símbolos
El escudo de armas de la localidad tiene la siguiente descripción. Cortado: 1.º En campo de oro, un castillo de gules; medio partido de oro, con un olmo en su color y 2.º de sinople tres arcos de medio punto de oro, bien ordenados (en triángulo mayor) que simbolizan las tres puertas de entrada al pueblo (todavía existentes).
Bandera cuadrada de proporción 1:1, formada por sesenta y cuatro cuadrados, iguales, tronchados y tajados alternativamente. La serie cromática es verde / amarillo, verde / blanco, verde / blanco, verde / amarillo y así sucesivamente. Sobre el todo de ángulo a ángulo un aspa de San Andrés roja, de anchura igual a 1/5 del ancho de la enseña. La composición fue aprobada el 29 de julio de 2009 en pleno municipal.

## Demografía
Labastida cuenta con una población de 1565 habitantes (INE 2024).
| Gráfica de evolución demográfica de Labastida entre 1842 y 2021 |
| |
| Población de derecho según los censos de población del INE Población de hecho según los censos de población del INEEn 1974 crece el término del municipio porque incorpora a Salinillas de Buradó |

## Administración y política
| Periodo   | Nombre                           | Partido | Partido                                                      |
| --------- | -------------------------------- | ------- | ------------------------------------------------------------ |
| 1979-1983 | Santiago Gil García              |         | Independiente                                                |
| 1983-1987 | José María García Arinas         |         | Alianza Popular (AP)                                         |
| 1987-1991 | Juan María Orive López de Munain |         | Euzko Alderdi Jeltzalea-Partido Nacionalista Vasco (EAJ-PNV) |
| 1991-1995 | Pedro López Martínez             |         | Unidad Alavesa (UA)                                          |
| 1995-2007 | Ignacio Gil Orive                |         | Partido Popular del País Vasco (PP)                          |
| 2007-2009 | Higinio Arinas Arive             |         | Ezker Batua-Berdeak (EB-B)                                   |
| 2009-2010 | Josu Landa Ocerin                |         | Euzko Alderdi Jeltzalea-Partido Nacionalista Vasco (EAJ-PNV) |
| 2010-2015 | Ignacio Gil Orive                |         | Partido Popular del País Vasco (PP)                          |
| 2015-2023 | Laura Pérez Borinaga             |         | Euzko Alderdi Jeltzalea-Partido Nacionalista Vasco (EAJ-PNV) |
| 2023-act. | Daniel García Ruiz               |         | Partido Popular del País Vasco (PP)                          |

| Partido político                                              | 2023  | 2023       | 2019  | 2019       | 2015  | 2015       | 2011  | 2011       | 2007  | 2007       | 2003        | 2003        | 1999    | 1999       | 1995  | 1995       | 1991  | 1991       |
| Partido político                                              | %     | Concejales | %     | Concejales | %     | Concejales | %     | Concejales | %     | Concejales | %           | Concejales  | %       | Concejales | %     | Concejales | %     | Concejales |
| Partido Popular del País Vasco (PP)                           | 46,86 | 4          | 37,26 | 4          | 34,01 | 3          | 42,01 | 5          | 39,14 | 4          | 47,00       | 5           | 36,06   | 4          | 27,68 | 3          | 10,62 | 0          |
| Euzko Alderdi Jeltzalea-Partido Nacionalista Vasco (EAJ-PNV)  | 29,48 | 3          | 34,97 | 3          | 39,34 | 4          | —     | —          | 21,14 | 2          | 29,89       | 3           | 21,27   | 2          | 19,42 | 2          | 13,27 | 1          |
| Euskal Herria Bildu (EH Bildu)-Bildu                          | 19,25 | 2          | 18,29 | 2          | 17,51 | 2          | —     | —          | —     | —          | —           | —           | —       | —          | —     | —          | —     | —          |
| Partido Socialista de Euskadi-Euskadiko Ezkerra (PSE-EE PSOE) | 3,30  | 0          | 6,29  | 0          | 6,60  | 0          | 6,65  | 0          | 8,18  | 0          | 11,62       | 1           | 9,38    | 1          | 8,1   | 0          | 14,34 | 1          |
| Libres por Euskadi (LxE)                                      | —     | —          | 1,94  | 0          | —     | —          | —     | —          | —     | —          | —           | —           | —       | —          | —     | —          | —     | —          |
| Alternativa para Labastida-Bastidarako Aukera (ALBA)          | —     | —          | —     | —          | —     | —          | 33,14 | 3          | —     | —          | —           | —           | —       | —          | —     | —          | —     | —          |
| Independientes Democráticos y Nacionalistas (IDN)             | —     | —          | —     | —          | —     | —          | 10,04 | 1          | —     | —          | —           | —           | —       | —          | —     | —          | —     | —          |
| Asociación Vecinal Bastida (AVB)                              | —     | —          | —     | —          | —     | —          | 6,65  | 0          | 9,11  | 1          | —           | —           | —       | —          | —     | —          | —     | —          |
| Ezker Batua-Berdeak (EB-B)                                    | —     | —          | —     | —          | —     | —          | —     | —          | 21,5  | 2          | 6,26        | 0           | —       | —          | —     | —          | —     | —          |
| Agrupación Independiente de Labastida (AIL)                   | —     | —          | —     | —          | —     | —          | —     | —          | —     | —          | 2,81        | 0           | 8,19    | 0          | —     | —          | —     | —          |
| Unidad Alavesa (UA)                                           | —     | —          | —     | —          | —     | —          | —     | —          | —     | —          | 0,51        | 0           | 5,81    | 0          | 17,58 | 2          | 33,45 | 3          |
| Euskal Herritarrok (EH)-Herri Batasuna (HB)                   | —     | —          | —     | —          | —     | —          | —     | —          | —     | —          | Ilegalizado | Ilegalizado | 17,31   | 2          | 21,25 | 2          | 21,42 | 2          |
| Eusko Alkartasuna (EA)                                        | —     | —          | —     | —          | —     | —          | —     | —          | —     | —          | Con PNV     | Con PNV     | Con PNV | Con PNV    | 3,67  | 0          | 6,02  | 0          |

## Lugares de interés

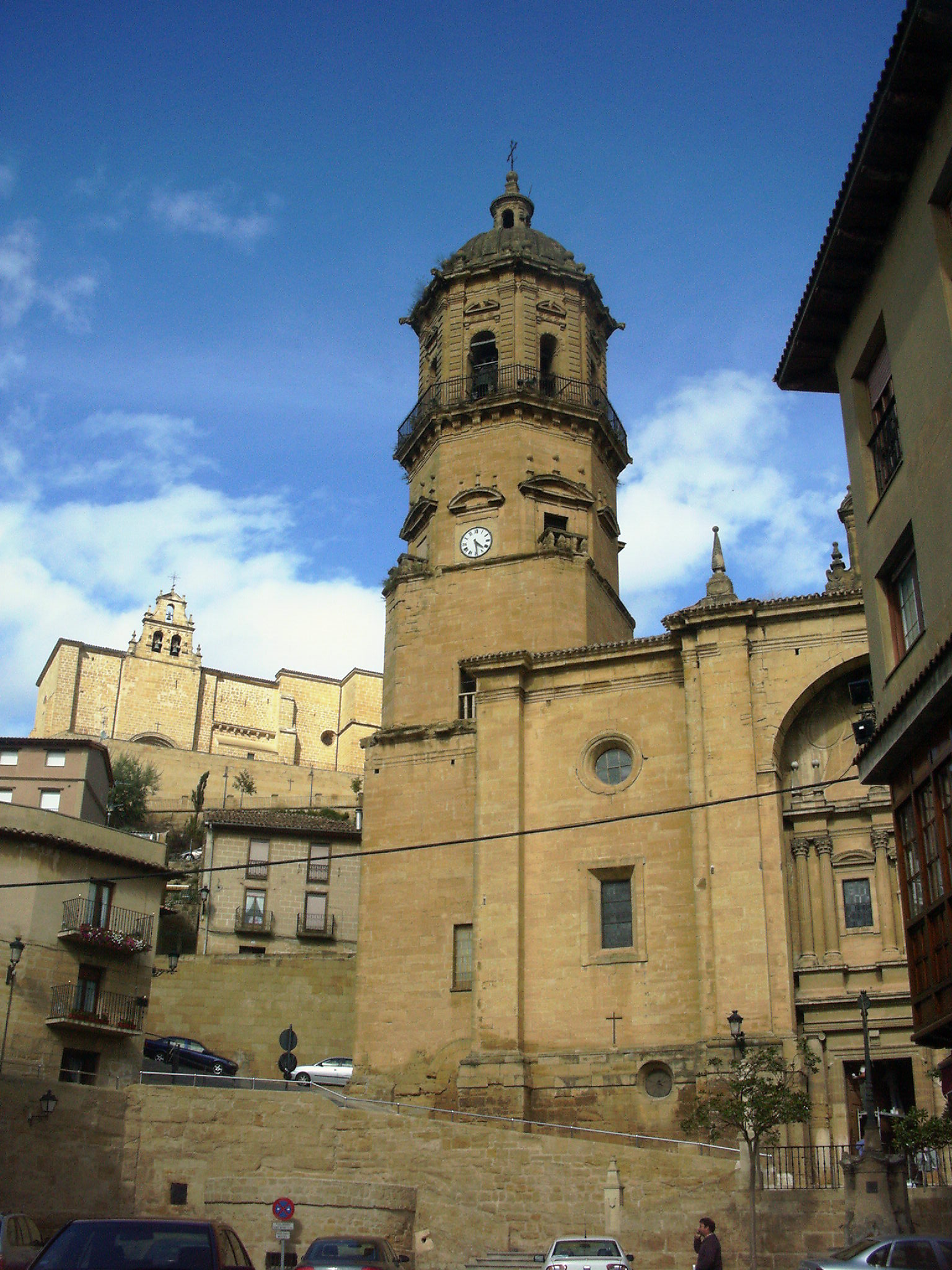
Nuestra Señora de la Asunción, con la ermita del Santo Cristo detrás.

- Iglesia de Nuestra Señora de la Asunción: construida en el siglo XVI, con interior barroco, con vistas a la plaza principal, la Plaza de la Paz. La sacristía barroca se añadió en el siglo XVIII. La torre tiene 54 metros de altura.[13]
- La ermita del Santo Cristo, la iglesia más antigua de la localidad, se encuentra en su punto más alto. Data del siglo XII.[14]
- Casa Consistorial, este palacio es hoy el ayuntamiento, construido entre 1730 y 1745.[15]
- Murallas
- Palacios en la Calle Mayor[16]
- Arco del Toloño y Arco de Larrazuría, las dos puertas de entrada a la localidad que aún se conservan.[17]
- Parque de San Ginés, desde donde se pueden disfrutar de numerosas rutas de senderismo en la Sierra de Toloño, incluyendo el sendero a la cima y el Monasterio abandonado de Santa María de Toloño.
- Acueducto de San Andrés de Muga